# Altamura
Altamura – miasto i gmina we Włoszech, w regionie Apulia, w prowincji Bari.
Według danych na styczeń 2009 gminę zamieszkiwało 69 214 osób przy gęstości zaludnienia 161,8 os./1 km².
W 1993 w wapiennej grocie zwanej grotta di Lamalunga położonej w pobliżu miasta archeolodzy znaleźli prawie kompletny szkielet praczłowieka. Szkielet położony jest na głębokości 60 m i uwięziony w naciekach stalagmitowych. Wiek szkieletu oceniany jest na 130-170 tys. lat.

## Zabytki
- Katedra (XII, XIV, XVI w.)

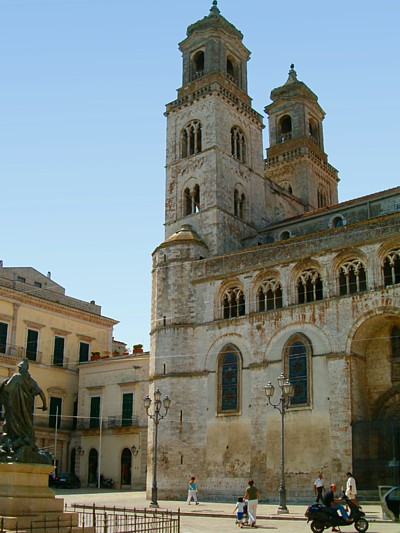
Katedra
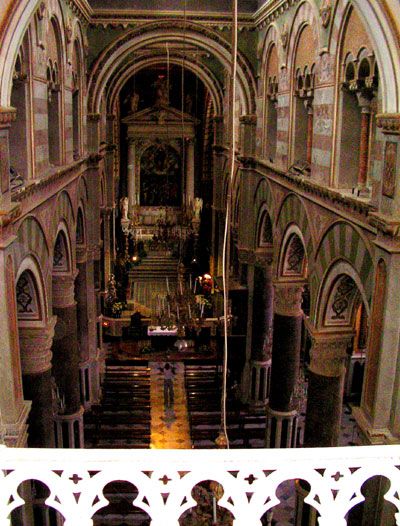
Wnętrze katedry